# Miniopterus fossilis
Miniopterus fossilis — викопний кажан з роду Miniopterus. Він існував на території нинішньої Словаччини в період міоцену.